# Бовтишка
Бо́втишка — село в Україні, в Олександрівській селищній громаді Кропивницького району Кіровоградської області.
Через село протікає річка Бовтиш. У Бовтишці жив герой Французько-російської війни, генерал Раєвський Микола Миколайович, бував російський поет Олександр Пушкін.

## Історія
Станом на 1885 рік у колишньому власницькому селі, центрі Бовтиської волості Чигиринського повіту Київської губернії, мешкало 2870 осіб, налічувалось 563 дворових господарства, існувала православна церква, школа, 3 постоялих будинки, 3 лавки, водяний та 2 вітряних млини, цегельний завод.
За переписом 1897 року кількість мешканців зросла до 3398 осіб (1692 чоловічої статі та 1706 — жіночої), з яких 3345 — православної віри.
В 1905 році тут спалахнуло селянське повстання, яке придушили козацькі ескадрони.

## Населення
Згідно з переписом УРСР 1989 року чисельність наявного населення села становила 1380 осіб, з яких 602 чоловіки та 778 жінок.
За переписом населення України 2001 року в селі мешкали 822 особи.

### Мова
Розподіл населення за рідною мовою за даними перепису 2001 року:
| Мова       | Відсоток |
| ---------- | -------- |
| українська | 98,18 %  |
| російська  | 1,82 %   |

## Інфраструктура
У селі працюють школа, фельдшерсько-акушерський пункт, Будинок культури, пошта. В Бовтишці є пам'ятник загиблим односельцям у роки німецько-радянської війни, пам'ятний знак жертвам голодомору 1932–1933 років, меморіальна дошка на будинку, де в січні — лютому 1944 року знаходився штаб Другого Українського фронту під командуванням І. С. Конєва.

## Надра
В 60-х роках у районі с. Бовтишка знайдено великі запаси горючих сланців. Бовтиське родовище знаходиться у великій округлій западині типу кратера, яка має діаметр 30 км. Прошарки горючих сланців, що залягають серед цієї товщі, утворюють 5 горизонтів, з яких основний залягає на глибині 220—250 м в центрі родовища і на глибині 30-50 м по периферії. Сумарна корисна товщина прошарків коливається в межах 10-15 метрів. Горючі сланці характеризуються середньою наявністю золи — 62-63 %, середнім теплоутворенням 2850 ккал/кг та наявністю 18 % смоли. Запаси сланців складають близько 3,7 млрд тонн, і в наш час[коли?] знаходяться у резерві.

## Природна аномалія
Поблизу села розташований Бовтиський кратер. Цей метеоритний кратер, вік якого становить близько 65,39±0,14/0,16 млн років, має розмір близько 24 км в діаметрі і майже 1 км в глибину. Бовтиський метеоритний кратер — найбільший в Україні та входить до двадцятки найбільших на Землі.

## Відомі люди
- Петренко Іван Данилович — краєзнавець, член Національної спілки краєзнавців України, педагог. Заслужений працівник культури України. Почесний член Національної спілки краєзнавців України. Почесний краєзнавець Кіровоградщини.
- Білоус Василь Тимофійович — керівник бовтиської підпільної групи, партизан, автор книжки поезій: «Ритми зраненого серця», вид."Сучасний письменник", 2009 р.
- Білоус Володимир Васильович — автор документально-художньої книжки про події в с. Бовтишка « У вирі вогню та омани», вид."Сучасний письменник", 2008 р., документально — художньої книжки «Мова чи «нарєчіє», вид. «Юніверс», К, 2016 р., документально-художньої книжки «Гіркі яблука» вид. «Юніверс», 2021 р., документально-художньої книжки "Доле-доленько", вид. "Видавничий дім "АртЕк", 2024 р.; відомий вчений автор понад 90 наукових праць і винаходів; Луреат Премії Кабінету Міністрів України за розроблення і впровадження іноваційних технологій (Розпорядження Кабміну України №916-р. від  18 жовтня 2022 р.).
- Піддубний Микола Олегович — генерал-лейтенант міліції; Заслужений юрист України.
- Воєводин Олег Володимирович — генерал-майор, начальник управління Служби безпеки України в Закарпатській області.
- Скляренко Василь Іванович — голова Олександрівської районної ради Кіровоградської області (2010—2014)